# 都市計画区域の一覧
都市計画区域の一覧（としけいかくくいきのいちらん）
都道府県ごとに都市計画区域を一覧にしたものである。

## 北海道
（線引き都市計画区域）
- 札幌圏都市計画区域
- 小樽都市計画区域
- 函館圏都市計画区域
- 旭川圏都市計画区域
- 室蘭圏都市計画区域
- 釧路圏都市計画区域
- 帯広圏都市計画区域
- 千歳恵庭圏都市計画区域
- 苫小牧圏都市計画区域
- 北見都市計画区域

（非線引き都市計画区域）
- 網走都市計画区域
- 紋別都市計画区域
- 岩見沢都市計画区域
- 留萌都市計画区域
- 稚内都市計画区域
- 美唄奈井江都市計画区域
- 芦別都市計画区域
- 赤平都市計画区域
- 夕張都市計画区域
- 三笠都市計画区域
- 当別都市計画区域
- 滝川都市計画区域
- 砂川都市計画区域
- 歌志内都市計画区域
- 深川都市計画区域
- 士別都市計画区域
- 名寄都市計画区域
- 富良野都市計画区域
- 根室都市計画区域
- 福島都市計画区域
- 木古内都市計画区域
- 森都市計画区域
- 八雲都市計画区域
- 長万部都市計画区域
- 江差都市計画区域
- せたな都市計画区域
- 今金都市計画区域
- 倶知安都市計画区域
- 古平都市計画区域
- 余市都市計画区域
- 岩内都市計画区域
- 虻田都市計画区域
- 南幌都市計画区域
- 長沼都市計画区域
- 栗山都市計画区域
- 上川都市計画区域
- 美瑛都市計画区域
- 上富良野都市計画区域
- 下川都市計画区域
- 美深都市計画区域
- 羽幌都市計画区域
- 増毛都市計画区域
- 枝幸都市計画区域
- 浜頓別都市計画区域
- 興部都市計画区域
- 雄武都市計画区域
- 遠軽都市計画区域
- 滝上都市計画区域
- 大空都市計画区域
- 美幌都市計画区域
- 斜里都市計画区域
- むかわ都市計画区域
- 日高都市計画区域
- 新ひだか都市計画区域
- 浦河都市計画区域
- 新得都市計画区域
- 清水都市計画区域
- 大樹都市計画区域
- 広尾都市計画区域
- 池田都市計画区域
- 本別都市計画区域
- 足寄都市計画区域
- 浦幌都市計画区域
- 白糠都市計画区域
- 厚岸都市計画区域
- 標茶都市計画区域
- 弟子屈都市計画区域
- 中標津都市計画区域

## 東北地方
青森県
（線引き都市計画区域）
- 青森都市計画区域
- 弘前広域都市計画区域
- 八戸都市計画区域

（非線引き都市計画区域）
- 浪岡都市計画区域
- 黒石都市計画区域
- 五所川原都市計画区域
- 十和田都市計画区域
- 三沢都市計画区域
- むつ都市計画区域
- つがる都市計画区域
- 平内都市計画区域
- 蟹田都市計画区域
- 鰺ヶ沢都市計画区域
- 板柳都市計画区域
- 鶴田都市計画区域
- 野辺地都市計画区域
- 七戸都市計画区域
- 六戸都市計画区域
- 上北都市計画区域
- 東北都市計画区域
- 六ヶ所都市計画区域
- 三戸都市計画区域
- 五戸都市計画区域
- 階上都市計画区域

秋田県
（線引き都市計画区域）
- 秋田都市計画区域

（非線引き都市計画区域）
- 鹿角都市計画区域
- 大館都市計画区域
- 北秋田都市計画区域
- 能代都市計画区域
- 男鹿都市計画区域
- 由利本荘都市計画区域
- にかほ都市計画区域
- 大曲都市計画区域
- 仙北都市計画区域
- 横手都市計画区域
- 湯沢都市計画区域
- 小坂都市計画区域
- 五城目都市計画区域
- 八郎潟都市計画区域

岩手県
（線引き都市計画区域）
- 盛岡広域都市計画区域

（非線引き都市計画区域）
- 釜石都市計画区域
- 宮古都市計画区域
- 北上都市計画区域
- 花巻都市計画区域
- 大船渡都市計画区域
- 一関都市計画区域
- 奥州都市計画区域
- 遠野都市計画区域
- 久慈都市計画区域
- 陸前高田都市計画区域
- 二戸都市計画区域
- 大槌都市計画区域
- 紫波都市計画区域
- 岩泉都市計画区域
- 山田都市計画区域
- 金ケ崎都市計画区域
- 一戸都市計画区域
- 岩手都市計画区域
- 雫石都市計画区域
- 八幡平都市計画区域

宮城県
（線引き都市計画区域）
- 仙塩広域都市計画区域
- 石巻広域都市計画区域

（非線引き都市計画区域）
- 河北都市計画区域
- 大崎広域都市計画区域
- 登米都市計画区域
- 栗原都市計画区域
- 大郷都市計画区域
- 仙南広域都市計画区域
- 亘理都市計画区域
- 山元都市計画区域
- 気仙沼都市計画区域
- 志津川都市計画区域

山形県
（線引き都市計画区域）
- 山形広域都市計画区域
- 鶴岡都市計画区域
- 酒田都市計画区域

（非線引き都市計画区域）
- 寒河江都市計画区域
- 河北都市計画区域
- 西川都市計画区域
- 朝日都市計画区域
- 大江都市計画区域
- 村山都市計画区域
- 東根都市計画区域
- 尾花沢都市計画区域
- 大石田都市計画区域
- 新庄都市計画区域
- 金山都市計画区域
- 最上都市計画区域
- 真室川都市計画区域
- 米沢都市計画区域
- 南陽都市計画区域
- 高畠都市計画区域
- 川西都市計画区域
- 長井都市計画区域
- 小国都市計画区域
- 白鷹都市計画区域
- 余目都市計画区域
- 藤島都市計画区域
- 櫛引都市計画区域
- 三川都市計画区域
- 温海都市計画区域
- 遊佐都市計画区域
- 八幡都市計画区域

福島県
（線引き都市計画区域）
- 県北都市計画区域
- 県中都市計画区域
- いわき都市計画区域
- 会津都市計画区域

（非線引き都市計画区域）
- 二本松本宮都市計画区域
- 霊山都市計画区域
- 川俣都市計画区域
- 石川都市計画区域
- 田村三春小野都市計画区域
- 県南都市計画区域
- 喜多方都市計画区域
- 会津坂下都市計画区域
- 西会津町都市計画区域
- 猪苗代都市計画区域
- 会津高田都市計画区域
- 南会津都市計画区域
- 相馬地方都市計画区域
- 広野楢葉都市計画区域
- 富岡都市計画区域
- 双葉都市計画区域
- 浪江都市計画区域

## 関東地方
茨城県
（線引き都市計画区域）
- 水戸・勝田都市計画区域
- 日立都市計画区域
- 土浦・阿見都市計画区域
- 古河都市計画区域
- 石岡都市計画区域
- 鹿島臨海都市計画区域
- 潮来都市計画区域
- 研究学園都市計画区域
- 下館・結城都市計画区域
- 八千代都市計画区域
- 稲敷東部台都市計画区域
- 竜ヶ崎・牛久都市計画区域
- 水海道都市計画区域
- つくばみらい都市計画区域
- 取手都市計画区域
- 岩井・境都市計画区域

（非線引き都市計画区域）
- 稲敷東南部都市計画区域
- 高萩都市計画区域
- 北茨城都市計画区域
- 下妻都市計画区域
- 笠間都市計画区域
- 大宮都市計画区域
- 大子都市計画区域
- 小美玉都市計画区域
- 石下都市計画区域
- 鉾田都市計画区域
- 行方都市計画区域
- 常北都市計画区域
- 八郷都市計画区域

栃木県
（線引き都市計画区域）
- 宇都宮都市計画区域
- 足利佐野都市計画区域
- 小山栃木都市計画区域

（非線引き都市計画区域）
- 粟野都市計画区域
- 西方都市計画区域
- 日光都市計画区域
- 大田原都市計画区域
- 矢板都市計画区域
- 那須塩原都市計画区域
- さくら都市計画区域
- 那須烏山都市計画区域
- 益子都市計画区域
- 茂木都市計画区域
- 市貝都市計画区域
- 塩谷都市計画区域
- 那須都市計画区域
- 那珂川都市計画区域

群馬県
（線引き都市計画区域）
- 前橋都市計画区域
- 高崎都市計画区域
- 桐生都市計画区域
- 伊勢崎都市計画区域
- 太田都市計画区域
- 館林都市計画区域
- 藤岡都市計画区域
- 玉村都市計画区域

（非線引き都市計画区域）
- 前橋勢多都市計画区域
- 榛名都市計画区域
- 箕郷都市計画区域
- 吉井都市計画区域
- 新里都市計画区域
- 赤堀都市計画区域
- 東都市計画区域
- 藪塚都市計画区域
- 鬼石都市計画区域
- 沼田都市計画区域
- 渋川都市計画区域
- 富岡都市計画区域
- 安中都市計画区域
- みどり都市計画区域
- 榛東都市計画区域
- 吉岡都市計画区域
- 下仁田都市計画区域
- 甘楽都市計画区域
- 中之条都市計画区域
- 長野原都市計画区域
- 草津都市計画区域
- 吾妻都市計画区域
- みなかみ都市計画区域

埼玉県
（線引き都市計画区域）
- 所沢都市計画区域
- 朝霞都市計画区域
- 志木都市計画区域
- 新座都市計画区域
- 和光都市計画区域
- 狭山都市計画区域
- 入間都市計画区域
- 飯能都市計画区域
- 春日部都市計画区域
- 久喜都市計画区域
- 川口都市計画区域
- 蕨都市計画区域
- 戸田都市計画区域
- 鳩ヶ谷都市計画区域
- さいたま都市計画区域
- 桶川都市計画区域
- 草加都市計画区域
- 蓮田都市計画区域
- 幸手都市計画区域
- 富士見都市計画区域
- 川越都市計画区域
- 坂戸都市計画区域
- 越谷都市計画区域
- 上尾都市計画区域
- 北本都市計画区域
- 小川都市計画区域
- 行田都市計画区域
- 羽生都市計画区域
- 熊谷都市計画区域
- 深谷都市計画区域
- 本庄都市計画区域
- 鴻巣都市計画区域
- 毛呂山・越生都市計画区域
- 加須都市計画区域
- 東松山都市計画区域

（非線引き都市計画区域）
- 寄居都市計画区域
- 秩父都市計画区域
- 児玉都市計画区域
- 都幾川・玉川都市計画区域
- 北川辺都市計画区域
- 小鹿野都市計画区域

千葉県
（線引き都市計画区域）
- 野田都市計画区域
- 流山都市計画区域
- 柏都市計画区域
- 我孫子都市計画区域
- 松戸都市計画区域
- 市川都市計画区域
- 鎌ヶ谷都市計画区域
- 船橋都市計画区域
- 八千代都市計画区域
- 浦安都市計画区域
- 習志野都市計画区域
- 印西都市計画区域
- 成田都市計画区域
- 佐倉都市計画区域
- 千葉都市計画区域
- 四街道都市計画区域
- 市原都市計画区域
- 袖ヶ浦都市計画区域
- 木更津都市計画区域
- 君津都市計画区域
- 富津都市計画区域
- 大網白里都市計画区域

（非線引き都市計画区域）
- 大佐和都市計画区域
- 佐原都市計画区域
- 小見川都市計画区域
- 東庄都市計画区域
- 銚子都市計画区域
- 八日市場都市計画区域
- 旭都市計画区域
- 八街都市計画区域
- 山武都市計画区域
- 東金都市計画区域
- 成東都市計画区域
- 九十九里海岸都市計画区域
- 九十九里都市計画区域
- 茂原都市計画区域
- 長南都市計画区域
- 白子都市計画区域
- 長生都市計画区域
- 一宮都市計画区域
- 岬都市計画区域
- 大原都市計画区域
- 勝浦都市計画区域
- 鴨川都市計画区域
- 天津小湊都市計画区域
- 舘山都市計画区域
- 下総都市計画区域
- 大栄都市計画区域
- 多古海岸都市計画区域
- 芝山都市計画区域
- 横芝都市計画区域
- 松尾都市計画区域
- 光都市計画区域
- 御宿都市計画区域

東京都
- 東京都市計画区域

（多摩部19都市計画）
- 八王子都市計画区域（八王子市）
- 立川都市計画区域（立川市、武蔵村山市、東大和市）
- 武蔵野都市計画区域（武蔵野市）
- 三鷹都市計画区域（三鷹市）
- 府中都市計画区域（府中市）
- 調布都市計画区域（調布市、狛江市）
- 青梅都市計画区域（青梅市）
- 昭島都市計画区域（昭島市）
- 町田都市計画区域（町田市）
- 小金井都市計画区域（小金井市）
- 日野都市計画区域（日野市）
- 小平都市計画区域（小平市）
- 国分寺都市計画区域（国分寺市）
- 東村山都市計画区域（東村山市、清瀬市、東久留米市）
- 国立都市計画区域（国立市）
- 西東京都市計画区域（西東京市）
- 福生都市計画区域（福生市、瑞穂町、羽村市）
- 多摩都市計画区域（多摩市、稲城市）
- 秋多都市計画区域（あきる野市、日の出町）

（島しょ部6都市計画）
- 大島都市計画区域（大島町）
- 八丈都市計画区域（八丈島）
- 三宅都市計画区域（三宅島）
- 神津都市計画区域（神津島）
- 新島都市計画区域（新島）
- 小笠原都市計画区域（父島、母島）

神奈川県
（横浜・川崎広域都市計画圏）
- 横浜国際港都建設計画区域
- 川崎都市計画区域

（三浦半島広域都市計画圏）
- 横須賀都市計画区域
- 鎌倉都市計画区域
- 逗子都市計画区域
- 三浦都市計画区域
- 葉山都市計画区域

（湘南広域都市計画圏）
- 平塚都市計画区域
- 藤沢都市計画区域
- 茅ヶ崎都市計画区域
- 秦野都市計画区域
- 伊勢原都市計画区域
- 大磯都市計画区域
- 二宮都市計画区域

（県央広域都市計画圏）
- 相模原都市計画区域
- 厚木都市計画区域
- 大和都市計画区域
- 海老名都市計画区域
- 座間都市計画区域
- 綾瀬都市計画区域
- 愛川都市計画区域

（県西広域都市計画圏）
- 小田原都市計画区域
- 南足柄都市計画区域
- 大井都市計画区域
- 松田都市計画区域
- 開成都市計画区域

（非線引き都市計画区域）
- 山北都市計画区域
- 箱根都市計画区域
- 湯河原都市計画区域
- 津久井都市計画区域
- 相模湖都市計画区域

## 中部地方
新潟県
（線引き都市計画区域）
- 新潟都市計画区域
- 長岡都市計画区域
- 上越都市計画区域

（非線引き都市計画区域）
- 村上都市計画区域
- 五泉都市計画区域
- 阿賀野都市計画区域
- 胎内都市計画区域
- 津川都市計画区域
- 三条都市計画区域
- 加茂都市計画区域
- 燕弥彦都市計画区域
- 栃尾都市計画区域
- 川口都市計画区域
- 柏崎都市計画区域
- 小千谷都市計画区域
- 十日町都市計画区域
- 魚沼都市計画区域
- 南魚沼都市計画区域
- 湯沢都市計画区域
- 柿崎都市計画区域
- 妙高都市計画区域
- 糸魚川都市計画区域
- 佐渡都市計画区域

富山県
（線引き都市計画区域）
- 富山高岡広域都市計画区域

（非線引き都市計画区域）
- 富山南都市計画区域
- 福岡都市計画区域
- 魚津都市計画区域
- 氷見都市計画区域
- 滑川都市計画区域
- 黒部都市計画区域
- 砺波都市計画区域
- 小矢部都市計画区域
- 南砺都市計画区域
- 上市舟橋都市計画区域
- 入善都市計画区域
- 朝日都市計画区域

石川県
（線引き都市計画区域）
- 金沢都市計画区域
- 白山都市計画区域
- 小松都市計画区域

（非線引き都市計画区域）
- 珠洲都市計画区域
- 内浦都市計画区域
- 能都都市計画区域
- 輪島都市計画区域
- 穴水都市計画区域
- 富来都市計画区域
- 志賀都市計画区域
- 七尾都市計画区域
- 羽咋都市計画区域
- かほく都市計画区域
- 津幡都市計画区域
- 川北都市計画区域
- 能美都市計画区域
- 加賀都市計画区域

福井県
（線引き都市計画区域）
- 福井都市計画区域

（非線引き都市計画区域）
- 嶺北北部都市計画区域
- 丹南都市計画区域
- 織田都市計画区域
- 大野都市計画区域
- 勝山都市計画区域
- 敦賀都市計画区域
- 小浜上中都市計画区域
- 三方都市計画区域
- 美浜都市計画区域
- 高浜都市計画区域

山梨県
（線引き都市計画区域）
- 甲府都市計画区域

（非線引き都市計画区域）
- 峡東都市計画区域
- 笛吹川都市計画区域
- 市川三郷都市計画区域
- 富士川都市計画区域
- 南アルプス都市計画区域
- 韮崎都市計画区域
- 身延都市計画区域
- 富士北麓都市計画区域
- 都留都市計画区域
- 大月都市計画区域
- 上野原都市計画区域

長野県
（線引き都市計画区域）
- 長野都市計画区域
- 須坂都市計画区域
- 松本都市計画区域
- 塩尻都市計画区域

（非線引き都市計画区域）
- 小海都市計画区域
- 小諸都市計画区域
- 軽井沢都市計画区域
- 上田都市計画区域
- 東御都市計画区域
- 佐久都市計画区域
- 岡谷都市計画区域
- 諏訪都市計画区域
- 茅野都市計画区域
- 下諏訪都市計画区域
- 富士見都市計画区域
- 辰野都市計画区域
- 箕輪都市計画区域
- 飯田都市計画区域
- 松川都市計画区域
- 高森都市計画区域
- 駒ヶ根都市計画区域
- 飯島都市計画区域
- 伊那都市計画区域
- 木曽福島都市計画区域
- 上松都市計画区域
- 安曇野都市計画区域
- 大町都市計画区域
- 白馬都市計画区域
- 池田都市計画区域
- 千曲都市計画区域
- 坂城都市計画区域
- 中野都市計画区域
- 山ノ内都市計画区域
- 飯山都市計画区域
- 野沢温泉都市計画区域
- 飯綱高原都市計画区域
- 信濃都市計画区域
- 牟礼都市計画区域

岐阜県
（線引き都市計画区域）
- 岐阜都市計画区域
- 各務原都市計画区域
- 羽島都市計画区域
- 大垣都市計画区域
- 多治見都市計画区域

（非線引き都市計画区域）
- 本巣都市計画区域
- 高富都市計画区域
- 海津都市計画区域
- 養老都市計画区域
- 輪之内都市計画区域
- 関ヶ原都市計画区域
- 揖斐都市計画区域
- 関都市計画区域
- 美濃都市計画区域
- 可児都市計画区域
- 美濃加茂都市計画区域
- 八百津都市計画区域
- 御嵩都市計画区域
- 八幡都市計画区域
- 土岐都市計画区域
- 瑞浪都市計画区域
- 中津川都市計画区域
- 恵那都市計画区域
- 高山都市計画区域
- 古川都市計画区域
- 神岡都市計画区域
- 下呂都市計画区域

静岡県
（線引き都市計画区域）
- 静岡都市計画区域
- 浜松都市計画区域
- 東駿河湾広域都市計画区域
- 岳南広域都市計画区域
- 田方広域都市計画区域
- 御殿場小山広域都市計画区域
- 裾野都市計画区域
- 志太広域都市計画区域
- 磐田都市計画区域
- 湖西都市計画区域

（非線引き都市計画区域）
- 伊豆都市計画区域
- 南伊豆都市計画区域
- 下田都市計画区域
- 河津都市計画区域
- 東伊豆都市計画区域
- 伊東国際観光温泉文化都市建設計画区域
- 熱海国際観光温泉文化都市建設計画区域
- 島田都市計画区域
- 榛南・南遠広域都市計画区域
- 東遠広域都市計画区域
- 中遠広域都市計画区域

愛知県
従来20あった都市計画区域が2010年（平成22年）に6つに再編された
- 名古屋都市計画区域 - 旧名古屋都市計画区域、弥富都市計画区域、津島海部西部都市計画区域、瀬戸都市計画区域

名古屋市、瀬戸市、津島市、尾張旭市、豊明市、日進市、愛西市、清須市、北名古屋市、弥富市、あま市、長久手市、愛知郡東郷町、西春日井郡豊山町、海部郡大治町、海部郡蟹江町及び海部郡飛島村の区域。地先公有水面を含む
- 尾張都市計画区域 - 旧稲沢中島都市計画区域、尾張西部都市計画区域、尾張北部都市計画区域、春日井都市計画区域

一宮市、春日井市、犬山市、江南市、小牧市、稲沢市、岩倉市、丹羽郡大口町及び丹羽郡扶桑町の区域
- 知多都市計画区域 - 旧知多北部都市計画区域、衣浦西部都市計画区域、常滑都市計画区域、南知多都市計画区域

知多市、半田市、常滑市、東海市、大府市、知多郡阿久比町、知多郡東浦町、知多郡南知多町（篠島及び日間賀島を除く）、知多郡美浜町及び知多郡武豊町
- 豊田都市計画区域 - 旧豊田都市計画区域、藤岡都市計画区域の変更

旧豊田市（平成17年合併前）、みよし市及び旧藤岡町（平成17年合併前）の区域
- 西三河都市計画区域 - 旧衣浦東部都市計画区域、岡崎都市計画区域、西尾幡豆都市計画区域の変更

旧岡崎市（平成18年合併前）、碧南市、刈谷市、安城市、西尾市（佐久島を除く）、知立市、高浜市及び額田郡幸田町の区域並びに旧額田郡額田町（平成18年合併前）の区域の一部
- 東三河都市計画区域 - 旧豊橋渥美都市計画区域、宝飯都市計画区域、新城都市計画区域の変更

豊橋市、豊川市、蒲郡市、旧新城市（平成17年合併前）及び田原市の区域

## 近畿地方
三重県
- 桑名都市計画区域
- 北勢都市計画区域
- 大安都市計画区域
- 四日市都市計画区域
- 鈴鹿都市計画区域
- 亀山都市計画区域
- 安濃都市計画区域
- 津都市計画区域
- 松阪都市計画区域
- 明和都市計画区域
- 多気都市計画区域
- 伊勢都市計画区域
- 鳥羽都市計画区域
- 南勢都市計画区域
- 志摩都市計画区域
- 上野都市計画区域
- 名張都市計画区域
- 伊賀都市計画区域
- 阿山都市計画区域
- 青山都市計画区域
- 尾鷲都市計画区域
- 紀伊長島都市計画区域
- 熊野都市計画区域
- 御浜都市計画区域

滋賀県
（線引き都市計画区域）
- 大津湖南都市計画区域

（全域）草津市、守山市、栗東市、野洲市、湖南市
（一部）大津市
- 彦根長浜都市計画区域

（全域）彦根市
（一部）長浜市、米原市、多賀町
- 近江八幡八日市都市計画区域

（全域）近江八幡市、日野町、竜王町
（一部）東近江市
- 甲賀都市計画区域

（一部）甲賀市
（非線引き都市計画区域）
- 土山都市計画区域（甲賀市一部）
- 信楽高原都市計画区域（甲賀市一部）
- 湖東都市計画区域（東近江市一部）
- 豊郷甲良都市計画区域（豊郷町、甲良町）
- 山東伊吹都市計画区域（米原市一部）
- 浅井湖北都市計画区域（長浜市一部、湖北町）
- 木之本高月都市計画区域（木之本町一部、高月町）
- 高島都市計画区域（高島市一部）

京都府
- 京都都市計画区域
- 宇治都市計画区域
- 綴喜都市計画区域
- 相楽都市計画区域
- 宇治田原都市計画区域
- 南丹都市計画区域
- 福知山都市計画区域
- 綾部都市計画区域
- 舞鶴都市計画区域
- 丹波都市計画区域
- 大江都市計画区域
- 宮津都市計画区域
- 峰山都市計画区域
- 網野都市計画区域

大阪府
2004年に42区域から4区域に再編された
- 大阪都市計画区域

（全域）大阪市
- 北部大阪都市計画区域

（全域）豊中市、池田市、吹田市、高槻市、茨木市、箕面市、摂津市、島本町、豊能町、能勢町
- 東部大阪都市計画区域

（全域）守口市、枚方市、八尾市、寝屋川市、大東市、柏原市、門真市、東大阪市、四條畷市、交野市
- 南部大阪都市計画区域

（全域）堺市、岸和田市、泉大津市、貝塚市、泉佐野市、富田林市、河内長野市、松原市、和泉市、羽曳野市、高石市、藤井寺市、泉南市、大阪狭山市、阪南市、忠岡町、熊取町、田尻町、太子町、河南町、千早赤阪村
（一部）岬町
兵庫県
- 神戸都市計画区域
- 阪神間都市計画区域

尼崎市、西宮市、芦屋市、伊丹市、宝塚市、川西市、三田市、猪名川町
（東播磨）
- 東播都市計画区域

明石市、加古川市、西脇市、三木市、高砂市、小野市、加西市、加東市、稲美町、播磨町
- 東条都市計画区域
- 吉川都市計画区域
- 中都市計画区域

（西播磨）
- 中播都市計画区域

姫路市、たつの市、福崎町、太子町
- 西播都市計画区域
- 西播磨高原都市計画区域
- 山崎都市計画区域

（但馬）
- 浜坂都市計画区域
- 香住都市計画区域
- 豊岡都市計画区域
- 八鹿都市計画区域
- 和田山都市計画区域

（丹波）
- 篠山都市計画区域
- 丹波都市計画区域

（淡路）
- 洲本都市計画区域
- 淡路都市計画区域
- 南あわじ都市計画区域

奈良県
- 大和都市計画区域

（全域）大和高田市、大和郡山市、天理市、橿原市、桜井市、御所市、生駒市、香芝市、葛城市、平群町、三郷町、斑鳩町、安堵町、川西町、三宅町、田原本町、高取町、明日香村、上牧町、王寺町、広陵町、河合町
（一部）奈良市、五條市、宇陀市
- 吉野三町都市計画区域

（全域）大淀町
（一部）吉野町、下市町
和歌山県
和歌山海南都市計画区域は、和歌山都市計画区域と海南都市計画区域に分離された。
- 和歌山都市計画区域
- 海南都市計画区域
- 下津都市計画区域
- 岩出都市計画区域
- 打田都市計画区域
- 粉河都市計画区域
- 那賀都市計画区域
- かつらぎ都市計画区域
- 高野口都市計画区域
- 橋本都市計画区域
- 貴志川都市計画区域
- 桃山都市計画区域
- 九度山都市計画区域
- 高野都市計画区域
- 有田都市計画区域
- 吉備都市計画区域
- 湯浅都市計画区域
- 由良都市計画区域
- 美浜都市計画区域
- 御坊都市計画区域
- 南部都市計画区域
- 田辺都市計画区域
- 白浜都市計画区域
- 上富田都市計画区域
- 日置川都市計画区域
- すさみ都市計画区域
- 那智勝浦都市計画区域
- 新宮都市計画区域
- 串本都市計画区域
- 古座都市計画区域
- 太地都市計画区域

## 中国地方
鳥取県
- 鳥取都市計画区域
- 米子境港都市計画区域
- 倉吉都市計画区域
- 福部都市計画区域
- 気高都市計画区域
- 鹿野都市計画区域
- 青谷都市計画区域
- 岩美都市計画区域
- 八頭都市計画区域
- 若桜都市計画区域
- 智頭都市計画区域
- 羽合都市計画区域
- 東郷都市計画区域
- 三朝都市計画区域
- 北条都市計画区域
- 大栄都市計画区域
- 東伯都市計画区域
- 赤碕都市計画区域
- 淀江都市計画区域

島根県
- 松江圏都市計画区域
- 出雲都市計画区域
- 浜田都市計画区域
- 益田都市計画区域
- 大田都市計画区域
- 江津都市計画区域
- 宍道都市計画区域
- 広瀬都市計画区域
- 仁多都市計画区域
- 横田都市計画区域
- 雲南都市計画区域
- 温泉津都市計画区域
- 仁摩都市計画区域
- 川本都市計画区域
- 桜江都市計画区域
- 旭都市計画区域
- 三隅都市計画区域
- 匹見都市計画区域
- 津和野都市計画区域
- 六日市都市計画区域
- 西郷都市計画区域

岡山県
- 岡山県南広域都市計画区域
- 津山広域都市計画区域
- 笠岡都市計画区域
- 井原都市計画区域
- 高梁都市計画区域
- 新見都市計画区域
- 備前都市計画区域
- 吉備高原都市計画区域
- 和気都市計画区域
- 鴨方都市計画区域
- 矢掛都市計画区域
- 真庭都市計画区域
- 湯原都市計画区域
- 美作都市計画区域

広島県
（広島圏域）
- 広島圏都市計画区域
- 佐伯都市計画区域
- 宮島都市計画区域
- 江田島都市計画区域
- 音戸都市計画区域
- 大柿都市計画区域
- 安浦都市計画区域
- 川尻都市計画区域
- 東広島都市計画区域
- 黒瀬都市計画区域
- 竹原都市計画区域
- 安芸津都市計画区域
- 河内都市計画区域
- 千代田都市計画区域
- 吉田都市計画区域

（備後圏域）
- 備後圏都市計画区域
- 上下都市計画区域
- 因島都市計画区域
- 本郷都市計画区域
- 瀬戸田都市計画区域
- 御調都市計画区域
- 世羅甲山都市計画区域

（備北圏域）
- 三次圏都市計画区域
- 庄原都市計画区域
- 西城都市計画区域
- 東城都市計画区域

山口県
（岩国広域都市圏）
- 岩国都市計画区域
- 由宇都市計画区域
- 玖珂都市計画区域
- 周東都市計画区域

（柳井広域都市圏）
- 柳井都市計画区域
- 大島都市計画区域
- 東和都市計画区域
- 田布施都市計画区域
- 平生都市計画区域

（周南広域都市圏）
- 周南都市計画区域
- 周南東都市計画区域

（山口・防府広域都市圏）
- 山口都市計画区域
- 防府都市計画区域

（宇部・小野田広域都市圏）
- 宇部都市計画区域
- 山陽小野田都市計画区域
- 美祢都市計画区域

（下関広域都市圏）
- 下関都市計画区域
- 下関北都市計画区域

（長門広域都市圏）
- 長門都市計画区域

（萩広域都市圏）
- 萩都市計画区域

## 四国地方
徳島県
- 徳島東部都市計画区域
- 藍住都市計画区域
- 池田都市計画区域
- 貞光都市計画区域
- 牟岐都市計画区域
- 日和佐都市計画区域
- 脇都市計画区域

香川県
2004年に23区域から12区域に再編され、全県で線引きが廃止された。
- 高松広域都市計画区域
- 中讃広域都市計画区域
- 坂出都市計画区域
- 観音寺都市計画区域
- 豊浜都市計画区域
- さぬき都市計画区域
- 東かがわ都市計画区域
- 豊中都市計画区域
- 詫間都市計画区域
- 仁尾都市計画区域
- 内海都市計画区域
- 土庄都市計画区域

愛媛県
- 松山広域都市計画区域
- 今治広域都市計画区域
- 新居浜都市計画区域
- 西条都市計画区域
- 四国中央都市計画区域

伊予三島都市計画区域、川之江都市計画区域、土居都市計画区域を統合
- 菊間都市計画区域
- 久万都市計画区域
- 大洲都市計画区域
- 内子都市計画区域
- 八幡浜都市計画区域
- 西予都市計画区域
- 広見都市計画区域
- 宇和島都市計画区域
- 愛南都市計画区域

高知県
- 高知広域都市計画区域
- 東洋都市計画区域
- 室戸都市計画区域
- 安芸都市計画区域
- 香南都市計画区域
- 本山都市計画区域
- 土佐都市計画区域
- 佐川都市計画区域
- 越知都市計画区域
- 須崎都市計画区域
- 中土佐都市計画区域
- 窪川都市計画区域
- 幡東都市計画区域
- 中村都市計画区域
- 宿毛都市計画区域
- 土佐清水都市計画区域

## 九州・沖縄地方
福岡県
（線引き都市計画区域）18区域
- 福岡都市計画区域
- 古賀都市計画区域
- 新宮都市計画区域
- 久山都市計画区域
- 篠栗都市計画区域
- 筑紫野都市計画区域
- 太宰府都市計画区域
- 那珂川都市計画区域
- 福間都市計画区域
- 宗像都市計画区域
- 前原都市計画区域
- 志摩都市計画区域
- 久留米都市計画区域
- 小郡都市計画区域
- 大牟田都市計画区域
- 北九州都市計画区域
- 中間都市計画区域
- 苅田都市計画区域

（非線引き都市計画区域）37区域
- 須恵都市計画区域
- 宇美都市計画区域
- 津屋崎都市計画区域
- 夜須都市計画区域
- 甘木都市計画区域
- 二丈都市計画区域
- 八女都市計画区域
- 大川都市計画区域
- 瀬高都市計画区域
- 筑後都市計画区域
- 三潴都市計画区域
- 柳川都市計画区域
- 黒木都市計画区域
- 広川都市計画区域
- 北野都市計画区域
- 大刀洗都市計画区域
- 立花都市計画区域
- 飯塚都市計画区域
- 稲築都市計画区域
- 山田直方都市計画区域
- 宮田都市計画区域
- 田川都市計画区域
- 添田都市計画区域
- 川崎都市計画区域
- 鞍手都市計画区域
- 小竹都市計画区域
- 桂川都市計画区域
- 芦屋都市計画区域
- 水巻都市計画区域
- 岡垣都市計画区域
- 遠賀都市計画区域
- 行橋都市計画区域
- 豊前都市計画区域
- 吉富都市計画区域
- 椎田都市計画区域
- 豊津都市計画区域

佐賀県
- 武雄都市計画区域
- 鹿島都市計画区域
- 白石都市計画区域
- 嬉野都市計画区域
- 唐津都市計画区域
- 伊万里都市計画区域
- 有田都市計画区域
- 多久都市計画区域
- 小城都市計画区域
- 佐賀都市計画区域
- 神埼都市計画区域
- 佐賀東部都市計画区域
- みやき都市計画区域
- 鳥栖基山都市計画区域

長崎県
- 長崎都市計画区域
- 佐世保都市計画区域
- 島原都市計画区域
- 大村都市計画区域
- 福江都市計画区域
- 平戸都市計画区域
- 松浦都市計画区域
- 伊王島都市計画区域
- 高島都市計画区域
- 三和都市計画区域
- 琴海都市計画区域
- 大島都市計画区域
- 崎戸都市計画区域
- 東彼杵都市計画区域
- 川棚都市計画区域
- 波佐見都市計画区域
- 国見都市計画区域
- 千々石都市計画区域
- 小浜都市計画区域
- 加津佐都市計画区域
- 口之津都市計画区域
- 西有家都市計画区域
- 宇久都市計画区域
- 田平都市計画区域
- 江迎都市計画区域
- 佐々都市計画区域
- 上五島都市計画区域
- 有川都市計画区域
- 郷ノ浦都市計画区域
- 厳原都市計画区域

熊本県
- 熊本都市計画区域
- 荒尾都市計画区域
- 八代都市計画区域
- 人吉都市計画区域
- 水俣都市計画区域
- 玉名都市計画区域
- 本渡都市計画区域
- 山鹿都市計画区域
- 牛深都市計画区域
- 菊池都市計画区域
- 泗水都市計画区域
- 宇土都市計画区域
- 宇城都市計画区域
- 長洲都市計画区域
- 植木都市計画区域
- 大津都市計画区域
- 阿蘇都市計画区域
- 御船都市計画区域
- 芦北都市計画区域
- 城南都市計画区域

大分県
（別府湾広域都市圏）
- 大分都市計画区域
- 別府国際観光温泉文化都市建設計画区域
- 杵築都市計画区域
- 国東都市計画区域
- 日出都市計画区域
- 佐賀関都市計画区域
- 湯布院都市計画区域
- 挾間都市計画区域

（県北広域都市圏）
- 中津都市計画区域
- 豊後高田都市計画区域
- 宇佐都市計画区域

（日田玖珠連携都市圏）
- 日田都市計画区域
- 玖珠都市計画区域

（豊後大野竹田連携都市圏）
- 竹田都市計画区域
- 三重都市計画区域

（県南連携都市圏）
- 佐伯都市計画区域
- 臼杵都市計画区域
- 津久見都市計画区域

宮崎県
（線引き都市計画区域）
- 宮崎広域都市計画区域
- 日向延岡新産業都市計画区域

（非線引き都市計画区域）
- 都城広域都市計画区域
- 日南都市計画区域
- 串間都市計画区域
- 小林都市計画区域
- えびの都市計画区域
- 西都都市計画区域
- 田野都市計画区域
- 綾都市計画区域
- 南郷都市計画区域
- 高崎都市計画区域
- 高原都市計画区域
- 高鍋都市計画区域
- 新富都市計画区域
- 川南都市計画区域
- 都農都市計画区域
- 高千穂都市計画区域

鹿児島県
（鹿児島地域）
- 鹿児島都市計画区域 （鹿児島市）
- 吉田都市計画区域 （鹿児島市）
- 喜入都市計画区域 （鹿児島市）
- 松元都市計画区域 （鹿児島市）
- 郡山都市計画区域 （鹿児島市）
- 串木野都市計画区域　（いちき串木野市）
- 東市来都市計画区域 （日置市）
- 伊集院都市計画区域 （日置市）
- 吹上都市計画区域 （日置市）

（南薩地域）
- 枕崎都市計画区域 （枕崎市）
- 指宿都市計画区域 （指宿市）
- 山川都市計画区域 （指宿市）
- 開聞都市計画区域 （指宿市）
- 加世田都市計画区域 （南さつま市）
- 笠沙都市計画区域 （南さつま市）
- 頴娃都市計画区域 （南九州市）
- 知覧都市計画区域　（南九州市）
- 川辺都市計画区域 （南九州市）

（北薩地域）
- 阿久根都市計画区域 （阿久根市）
- 出水都市計画区域 （出水市）
- 川内都市計画区域 （薩摩川内市）
- 樋脇都市計画区域 （薩摩川内市）
- 入来都市計画区域 （薩摩川内市）
- 宮之城都市計画区域 （さつま町）

（姶良・伊佐地域）
- 大口都市計画区域 （伊佐市）
- 蒲生都市計画区域 （姶良市）
- 加治木都市計画区域 （姶良市）
- 姶良都市計画区域 （姶良市）
- 国分都市計画区域 （霧島市）
- 溝辺都市計画区域 （霧島市）
- 横川都市計画区域 （霧島市）
- 牧園都市計画区域 （霧島市）
- 隼人都市計画区域 （霧島市）
- 福山都市計画区域 （霧島市）
- 栗野都市計画区域 （湧水町）
- 吉松都市計画区域 （湧水町）

（大隅地域）
- 鹿屋都市計画区域 （鹿屋市）
- 串良都市計画区域 （鹿屋市）
- 吾平都市計画区域 （鹿屋市）
- 垂水都市計画区域 （垂水市）
- 大隅都市計画区域 （曽於市・志布志市）
- 財部都市計画区域 （曽於市）
- 末吉都市計画区域 （曽於市）
- 志布志都市計画区域 （志布志市）
- 高山都市計画区域 （肝付町）
- 大崎都市計画区域 （大崎町）
- 大根占都市計画区域 （錦江町）
- 根占都市計画区域 （南大隅町）

（熊毛地域）
- 西之表都市計画区域 （西之表市）
- 中種子都市計画区域 （中種子町）
- 南種子都市計画区域 （南種子町）
- 上屋久都市計画区域 （屋久島町）
- 屋久都市計画区域 （屋久島町）

（奄美地域）
- 名瀬都市計画区域 （奄美市・龍郷町）
- 瀬戸内都市計画区域 （瀬戸内町）
- 喜界都市計画区域 （喜界町）
- 徳之島都市計画区域 （徳之島町）
- 天城都市計画区域 （天城町）
- 和泊都市計画区域 （和泊町）
- 知名都市計画区域 （知名町）

沖縄県
（線引き都市計画区域）
- 那覇広域都市計画区域

（非線引き都市計画区域）
- 中部広域都市計画区域（旧称：コザ広域都市計画区域）
- 南城都市計画区域
- 名護都市計画区域
- 本部都市計画区域
- 宮古都市計画区域（旧称：平良都市計画区域）
- 石垣都市計画区域